# Queens of the Stone Age
Queens of the Stone Age (někdy zkracováno jen na QOTSA) je americká rocková kapela z Kalifornie, která se dala dohromady v roce 1997 ze stoner rockové skupiny Kyuss.
Původní název kapely byl Gamma Ray, později ho ovšem kytarista Joshua Homme změnil na Queens of The Stone Age. Pro kapelu je typická orientace na kytarové riffy a tvrdší rock, sám Homme mluví o stylu kapely jako o „robot rocku“. Zvuk QOTSA je ovlivněn bezpočtem hudebních směrů a žánrů.
Jediným stálým členem je zpěvák a kytarista Josh Homme.

## Historie

### Začátky (1996 - 1999)
Queens of the Stone Age založil v roce 1996 Josh Homme. Původní název skupiny byl 'Gamma Ray', ale Homme v roce 1997 jméno změnil na 'Queens of the Stone Age', protože jméno ´Gamma Ray´ si již před nimi zvolila německá power metalová skupina a hrozila jim žalobou.
Prvním počinem kapely bylo EP Gamma Ray, které obsahovalo dvě písně - "Born to Hula" a "If Only Everything" (která se později objevila na jejich eponymním albu jako "If Only"). Vydáno bylo v lednu 1996 a členy kapely tehdy byli - Josh Homme (Kyuss), Matt Cameron (Soundgarden a Pearl Jam), Van Conner (Screaming Trees) a John McBain (Monster Magnet). První živé vystoupení kapely se uskutečnilo 20. listopadu 1997 v OK Hotelu v Seattlu a v prosinci téhož roku kapela vydala spolu s Kyuss další EP.
V roce 1998 vydala kapela album ´Queens of the Stone Age´, ale největší zásluhu na něm měl Josh Homme který nahrál zpěv, obě kytary a baskytaru (pod níž se podepsal svým alter-egem jako Carlo Von Sexron). Na bicí hrál Alfredo Hernández, další nástroje a vokály obstarali Chris Goss a ´Hutch. Brzy po dokončení nahrávání alba se k QOTSA připojil zakládající člen Kyuss, baskytarista Nick Olivieri a kytarista Dave Catching a kapela byla připravena vyjet na turné. Od této chvíle se sestava kapely často měnila. Při nahrávání druhého alba už nebyl členem kapely Alrfedo Hernández.

### Rated R (1999 - 2001)
Na albu Rated R z roku 2000 spolupracují muzikanti kteří velice dobře znají Hommeho a Olivieriho tvorbu. Mimo jiné, bubeníci Nick Lucero a Gene Trautmann, kytaristé Dave Catching, Brendon McNichol a Chris Goss. V písni "Feel Good Hit of the Summer" dokonce hostuje frontman Judas Priest - Rob Halford. Album sklidilo pozitivní ohlasy a dostalo se mu mnohem větší pozornosti než debutovému albu. Díky textu písně "Feel Good Hit of the Summer", kde se neustále opakuje věta "Nicotine, Valium, Vicodin, Marijuana, Ecstasy and Alcohol" bylo album staženo z prodeje v síti obchodů Wal-mart. Úspěch nahrávky kapele zajistil možnost předskakovat Smashing Pumpkins, Foo Fighters nebo Hole.
Při vystoupení na Rock in Rio 2001, baskytarista Nick Olivieri vyšel na pódium nahý a hrál pouze s baskytarou. Při interview pak řekl:"Lidé tady na karnevalu také tančí nazí, tak proč bych nemohl já?". Ke kapele se připojil zpěvák Screaming Trees - Mark Lanegan a v kapele zůstal až do roku 2005.
S blížícím se koncem šňůry vystoupení k albu Rated R skupina vystupovala na festivalu Rock am Ring. Podle Homma to bylo "nejhorší vystoupení jaké kdy odehráli a navíc před 40 000 lidmi". Kapela se rozhodla vytetovat si čas začátku vystoupení, aby na něj nikdy nezapomněli.

### Songs for the Deaf(2001–2004)
Časté koncertování s Rated R zvýšilo věhlas kapely, čemuž posléze pomohl i frontman Foo Fighters a člen Nirvany bubeník Dave Grohl. Ten se ke kapele připojil na konci roku 2001 a pomohl jí nahrát její třetí album. Songs for the Deaf vyšlo v srpnu následované koncertní šňůrou a znovu na něm hostoval Mark Lanegan i kytarista A Perfect Circle Troy Van Leeuwen. Přestože si Songs for the Deaf získalo velkou pozornost, Grohl se vrátil ke svým jiným projektům a na jeho místo během evropské části turné přišel zakládající člen Danzig bubeník Joey Castillo. Na desce Songs for the Deaf se v poslední písni Mosquito Song ukázali také basistka A Perfect Circle Paz Lenchantin (hrála na violu a piáno) a Dean Ween za kytarou.
Songs for the Deaf si získalo jak velkou popularitu, tak komerční úspěch, což potvrzuje i zlatá deska za prodej 900 000 kopií. Singly "No One Knows" a "Go with the Flow" se staly hitem v radiích i na MTV, získali číslo jedna na stánici Triple J a dostaly se těsně k Billboard Top 40. Koncertování k albu pokračovalo a vyvrcholilo sérií hlavních koncertů v Austrálii během ledna 2004, po kterých byl Nick Olivieri z kapely vyhozen údajně za urážky fanoušků a nadměrné pití. V červenci 2005 však Homme pro BBC Radio 1 prohlásil, že Olivieri byl vyhozen za psychické týrání své přítelkyně. Homme ho údajně varoval před lety, když mu řekl, že pokud to bude pravda nebude se k němu znát. Olivieri však kontroval tím, že kapela "byla otrávená hladem po moci" a bez něj je o "královnu lehčí". Později svůj názor změnil s tím, že jeho vztahy s Joshem jsou dobré a nová deska je perfektní. Vztahy mezi nimi jsou nyní v pořádku a Nick měl i údajně zájem o znovu členství v kapele.

### Lullabies to Paralyze(2004–2006)

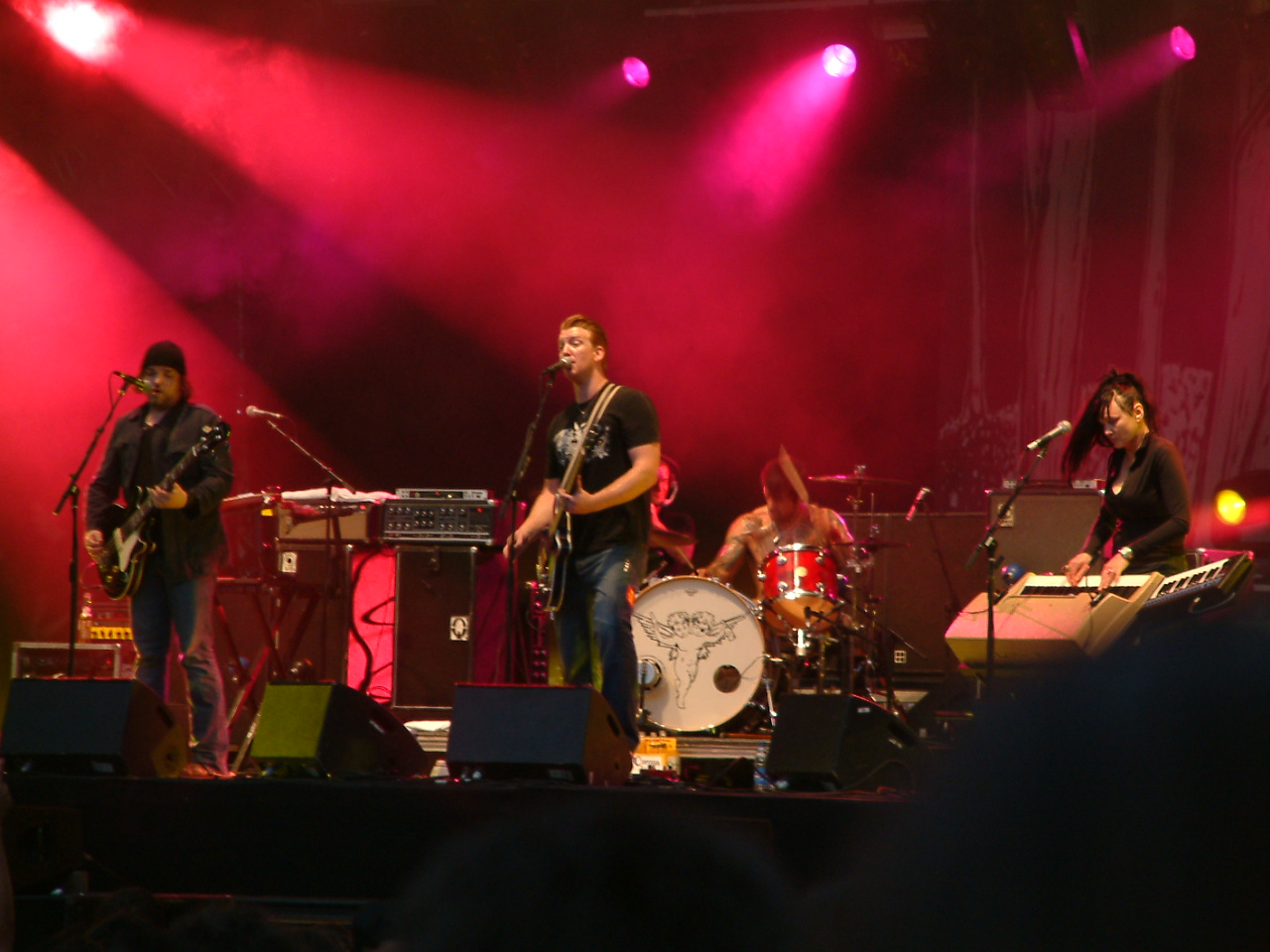
Hostující muzikanti Natasha Shneider a Alain Johannes z kapely Eleven při turné k desce Lullabies to Paralyze. Paříž 25. srpna 2005.

.

## Aktuální složení kapely

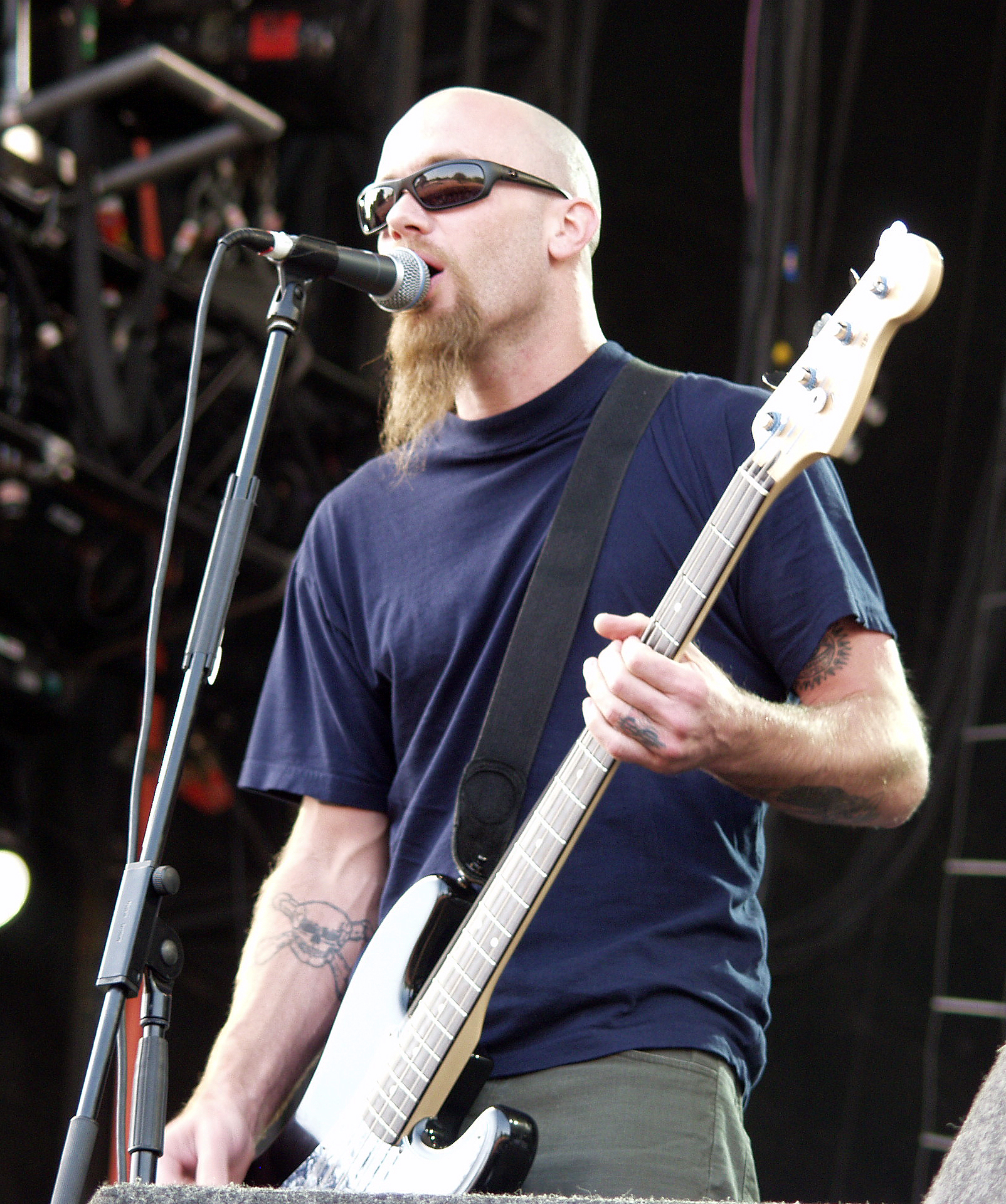
Bývalý baskytarista Queens of the Stone Age Nick Oliveri, V Festival, 2003

- Joshua Homme - zpěv, kytara (1997–současnost)
- Troy Van Leeuwen - kytara, klávesy, zpěv (2002–současnost)
- Michael Shuman - baskytara, zpěv (2007–současnost)
- Dean Fertita - klávesy, kytara, zpěv (2007–současnost)
- Jon Theodore - bicí (2013-současnost)

## Diskografie
| datum vydání    | název                                | label                                                   |
| --------------- | ------------------------------------ | ------------------------------------------------------- |
| 22. září 1998   | Queens of the Stone Age              | Mans Ruin Records/Loosegrove Records/Roadrunner Records |
| 6. června 2000  | Rated R                              | Interscope Records                                      |
| 8. srpna 2002   | Songs for the Deaf                   | Interscope Records                                      |
| 22. března 2005 | Lullabies to Paralyze                | Interscope Records                                      |
| 22. ledna 2006  | Over the Years and Through the Woods | Interscope Records                                      |
| 12. června 2007 | Era Vulgaris                         | Interscope Records                                      |
| 3. června 2013  | ...Like Clockwork                    | Matador Records                                         |
| 25. srpna 2017  | Villains                             | Matador Records                                         |
| 16. června 2023 | In Times New Roman...                |                                                         |
| 13. června 2025 | Alive in the Catacombs               |                                                         |